# Trencapinyes becgròs

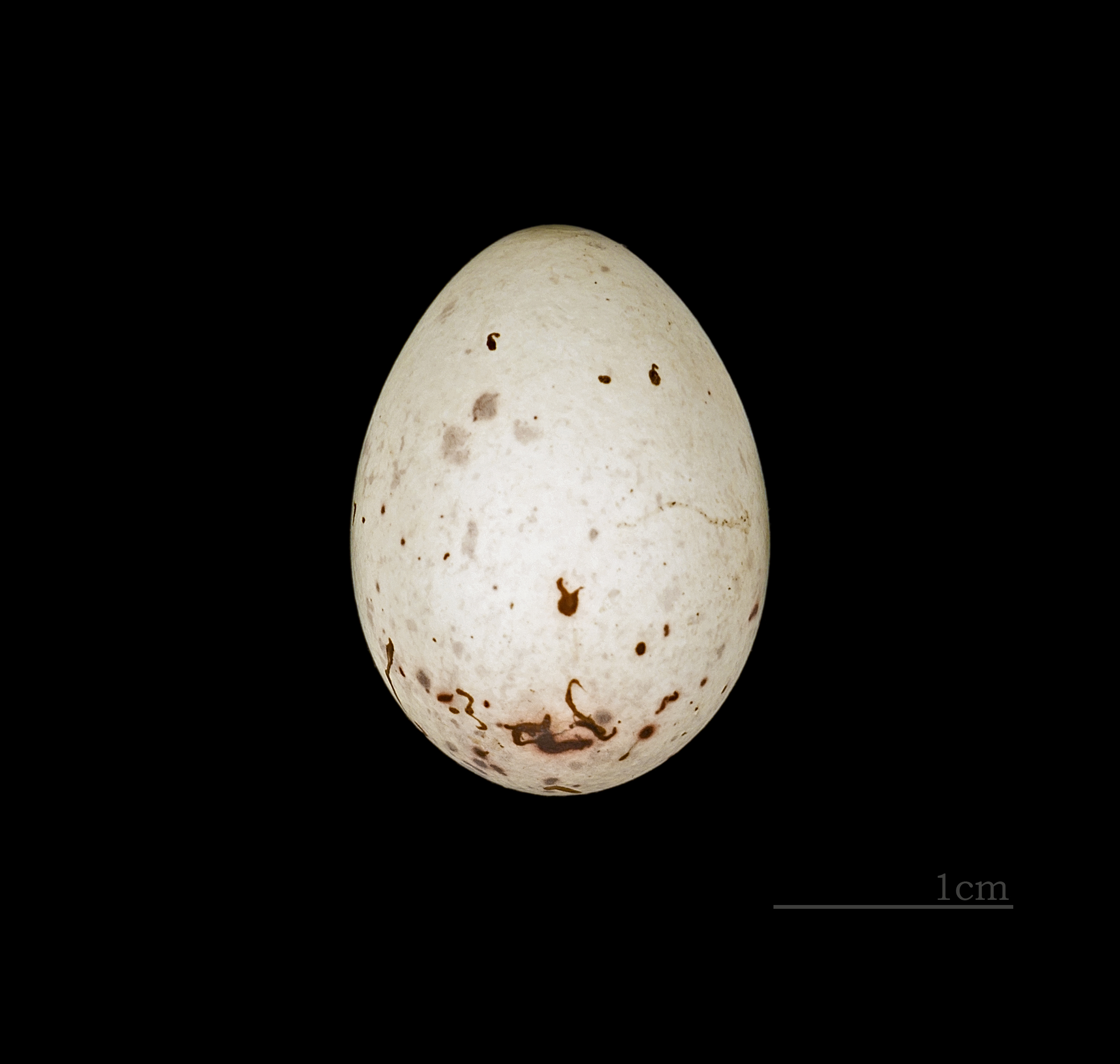
Ou

El trencapinyes becgròs (Loxia pytyopsittacus) és una petita au passeriforme de la família dels fringíl·lids.

## Descripció
Aquesta espècie habita els boscos de coníferes del nord-est d'Europa i de l'oest de Rússia. També hi ha una petita població a Escòcia, causant dificultat per distingir-lo del trencapinyes comú i sobretot de l'endèmic trencapinyes escocès, els quals es reprodueixen a la mateixa zona.
Aquest trencapinyes és principalment resident, però pot migrar cap al sud-oest si escasseja la seva font d'aliment. L'espècie forma colònies fora de la temporada de reproducció, la major part de les vegades al costat d'altres trencapinyes.
El trencapinyes becgròs es caracteritza per la mandíbula que es creua a l'altura del bec, la qual cosa li dona el seu nom col·loquial en anglès. S'alimenten sobre les coníferes, i la seva forma de bec poc usual és una adaptació per ajudar a l'extracció de les llavors de l'arbre. La seva principal font d'aliment és el pi roig.
Els mascles adults solen ser de color vermell o ataronjat, i les femelles de tons verds o grocs, però hi ha molta variació.
És difícil diferenciar al trencapinyes del comú i de l'escocès, ja que els plomatges són molt semblants. No obstant això, el cap i el bec són més grans que en qualsevol de les altres espècies i el coll més gruixut. El bec és més gruixut que els de les espècies relacionades, i la mandíbula creuada no és tan evident. Es necessita una cura extrema per distingir a aquests trencapinyes però la manera més fàcil de distingir el trencapinyes gros del comú per un expert pot ser el cant, tot i que és tyuup més profund i dur. En canvi, el trencapinyes gros i l'escocès no es poden distingir amb seguretat al camp.